# Агранов Вульф Йосипович
Вульф (Володимир) Йосипович Агра́нов (нар. 27 грудня 1918, Жлобин — пом. 1 травня 1995, Київ) — радянський український і білоруський художник театру і кіно; член Спілки радянських художників України та Спілки кінематографістів України з 1960 року. Заслужений діяч мистецтв УРСР з 1980 року.

## Біографія
Народився 27 грудня 1918 року в місті Жлобині (тепер Гомельська область, Білорусь). 1938 року закінчив Ленінградський художній технікум. З 1938 по 1943 рік навчався на художньому факультеті Всесоюзного інституту кінематографії в Москві (викладачі Федір Богородський, Борис Дубровський-Ешке, Йосип Шпінель). Дипломна робота — ескізи декорацій до фільму «Собор Паризької богоматері» (керівник Борис Дубровський-Ешке).
У 1943–1947 роках працював художником на кіностудіях Алма-Ати, Баку, Ашхабаду; у 1947–1951 роках — на «Ленфільмі». З 1951 року — художник-постановник Київської кіностудії імені Олександра Довженка.
Жив у Києві в будинку на проспекті Перемоги, № 92/2, квартира № 13. Помер у Києві 1 травня 1995 року.

## Творчість
Оформив кінофільми:
в Алма-Аті
- «Черевички» (1943);

в Ленінграді
- «Дорогоцінні зерна» (1947, у співавторстві з Дмитром Рудим);

для Київської кіностудії
- «Нерозлучні друзі» (1952, у співавторстві з Олегом Степаненком);
- «Тривожна молодість» (1954–1955, у співавторстві з Ольгою Яблонською);
- «Земля» (1955, у співавторстві з Михайлом Гантманом);
- «Павло Корчагін» (1957);
- «Блакитна стріла» (1958, у співавторстві з Олександром Кудрею);
- «Хлопчики» (1959);
- «Далеко від Батьківщини» (1960);
- «Лісова пісня» (1961);
- «Морська чайка» (1961);
- «В мертвій петлі» (1962);
- «Загибель ескадри» (1965; премія II-го Всесоюзного кінофестивалю);
- «Два роки над прірвою» (1966);
- «Ця тверда земля» (1967);
- «Помилка Оноре де Бальзака» (1967–1968);
- «Родина Коцюбинських» (1969–1970);
- «Інспектор карного розшуку» (1971);
- «Будні карного розшуку» (1973);
- «Дума про Ковпака» (1973–1976);
- «Талант» (1977);
- «Бунтівний „Оріон“» (1978, у співавторстві з Валерієм Новаковим);
- «Від Бугу до Вісли» (1980);
- «І ніхто у світі» (1985);
- «І в звуках пам'ять відгукнеться…» (1986);
- «Добрий Бог» (1990) ;
- «Війна на західному напрямку» (1990, у співавторстві).

Працював і як художник театру. Здійснив сценографію театральних вистав:
- «Іван Грозний» Олексія Толстого (1943, Драматичний театр в Алма-Аті);
- «Повітряний замок» Оскара Фельцмана (1948, Ленінградський театр музичної комедії);
- «Тартюф» Жана-Батиста Мольєра (1953, Івано-Франківський музично-драматичний театр);
- «Золоте листя» Вадима Собка (1956, Київський український драматичний театр імені Івана Франка);
- «Манон» Жюля Массне (1967, Київський театр опери та балету);
- «Закохана витівниця» Лопе де Веґи (1975, Запорізький український музично-драматичний театр імені Миколи Щорса).

Брав участь у республіканських мистецьких виставках з 1944 року, всесоюзниз з 1957 року, зарубіжних з 1966 року.